# Болл, Джо
Джозеф «Джо» Болл (англ. Joseph D. Ball; 6 января 1896 года — 24 сентября 1938 года) — американский серийный убийца. Известен под прозвищами «Эльмендорфский мясник», «Человек-аллигатор» и «Синяя борода Южного Техаса». Как предполагается, он причастен как минимум к трем убийствам девушек, совершённых в 1930-е годы. Его существование долгое время ставилось под сомнение, сам он часто упоминается в Техасском фольклоре, где ему приписываются массовые убийства девушек.

## Начало
После фронтовой службы в Европе во время Первой мировой войны Джо стал незаконно продавать спиртное людям, которые хорошо платили. В конце концов, он открыл бар, который назвал «Социальный трактир в Эльмендорфе». При этом в трактире был пруд, в котором плавали аллигаторы (вероятно, Болл завёл их для избавления от трупов). Он приглашал людей смотреть на них, чаще всего во время кормления. Едой для аллигаторов были, в основном, кошки и собаки.

## Убийства
Через некоторое время стали пропадать женщины, в том числе бармены, подружки и жена Болла. Когда два шерифа из округа Бэр пришли к Боллу, чтобы его допросить, Джо достал из кассы револьвер и выстрелил себе в сердце (по некоторым источникам, в голову).
Разнорабочий, который был в сговоре с Боллом, Клиффорд Уилер, рассказал, что помог убийце избавиться от двух трупов. Уилер показал местонахождение останков Хэзел Браун и Минни Готтард. Кроме того, Клиффорд сообщил, что Джо убил как минимум 20 женщин и скормил их тела аллигаторам, из-за чего его причастность было невозможно доказать.
Редактор газеты Майкл Холл в 2002-м году исследовал эту историю и написал заметку для газеты «Texas Monthly».
В 1976 году Тоубом Хупером был снят фильм «Смертельная ловушка», в основе которого лежит история о Джо Болле.